# Gleichmäßig beschleunigte Bewegung

Gleichmäßig beschleunigte Bewegung mit Anfangsgeschwindigkeit und Anfangsweg null: Aufgetragen sind Weg, Geschwindigkeit und Beschleunigung als Funktionen der Zeit.

Ein durch die Erdbeschleunigung gleichmäßig nach unten beschleunigter Ball

Eine gleichmäßig beschleunigte Bewegung ist eine Bewegung, bei der die Beschleunigung bezüglich Stärke und Richtung konstant ist. Die gleichmäßig beschleunigte Bewegung ist eine geradlinige Bewegung, wenn Beschleunigung und Anfangsgeschwindigkeit kollinear sind. Ist dies nicht der Fall, entsteht eine Parabel als Bahnkurve. Durch die Wahl eines Inertialsystems, in dem die Anfangsgeschwindigkeit null ist, erhält man stets eine geradlinige Bewegung. Wenn die Beschleunigung zu null wird, erhält man die gleichförmige Bewegung.
Beispiele für eine gleichmäßig beschleunigte Bewegung sind der freie Fall oder der schräge Wurf ohne Berücksichtigung des Luftwiderstandes.

## Gesetze

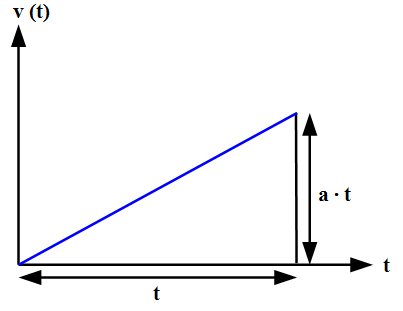
Ablesen der Beschleunigung a bei einer gleichmäßig beschleunigten Bewegung im Steigungsdreieck.

Sofern die gleichmäßig beschleunigte Bewegung geradlinig ist, kann man für Berechnungen Zahlen (Skalare) statt Vektoren verwenden (Skalarform). Es genügt, die Orientierung des Geschwindigkeits- und des Beschleunigungsvektors durch das Vorzeichen auszudrücken. Eine Richtung (meist die Bewegungsrichtung) wird als positiv ausgezeichnet, die Gegenrichtung als negativ.
Verläuft die gleichmäßig beschleunigte Bewegung nicht geradlinig, so ist die allgemeinere Vektorform zu verwenden. Es gelten folgende Gesetze:
| Gleichmäßig beschleunigte Bewegung   | Gleichmäßig beschleunigte Bewegung                             | Gleichmäßig beschleunigte Bewegung                             | Gleichmäßig beschleunigte Bewegung                              | Gleichmäßig beschleunigte Bewegung | Gleichmäßig beschleunigte Bewegung |
|                                      |                                                                | Skalarform                                                     | Skalarform                                                      | Vektorform | Vektorform |
| ------------------------------------ | -------------------------------------------------------------- | -------------------------------------------------------------- | --------------------------------------------------------------- | --- | --- |
| notwendige Bedingung                 | notwendige Bedingung                                           | {\displaystyle a={\text{const.}}}                              | {\displaystyle a={\text{const.}}}                               | {\displaystyle {\vec {a}}={\text{const.}}} | {\displaystyle {\vec {a}}={\text{const.}}} |
| Geschwindigkeits-Zeit-Gesetz         | Geschwindigkeits-Zeit-Gesetz                                   | {\displaystyle v(t)={\dot {s}}(t)=at+v_{0}}                    | {\displaystyle v(t)={\dot {s}}(t)=at+v_{0}}                     | {\displaystyle {\vec {v}}(t)={\dot {\vec {s}}}(t)={\vec {a}}t+{\vec {v}}_{0}} | {\displaystyle {\vec {v}}(t)={\dot {\vec {s}}}(t)={\vec {a}}t+{\vec {v}}_{0}} |
| Weg-Zeit-Gesetz                      | Weg-Zeit-Gesetz                                                | {\displaystyle s(t)={\frac {a}{2}}t^{2}+v_{0}t+s_{0}}          | {\displaystyle s(t)={\frac {a}{2}}t^{2}+v_{0}t+s_{0}}           | {\displaystyle {\vec {s}}(t)={\frac {\vec {a}}{2}}t^{2}+{\vec {v}}_{0}t+{\vec {s}}_{0}} | {\displaystyle {\vec {s}}(t)={\frac {\vec {a}}{2}}t^{2}+{\vec {v}}_{0}t+{\vec {s}}_{0}} |
|                                      |                                                                |                                                                |                                                                 | | |
| verwendete Formelzeichen             |                                                                |                                                                |                                                                 | | |
| {\displaystyle a,{\vec {a}}}         | Beschleunigung                                                 | Beschleunigung                                                 | {\displaystyle \left[{\frac {\text{m}}{{\text{s}}^{2}}}\right]} | {\displaystyle {\begin{aligned}{\vec {a}}&={\frac {\mathrm {d} {\vec {v}}(t)}{\mathrm {d} t}}={\dot {\vec {v}}}(t)\\&={\frac {\mathrm {d} ^{2}{\vec {s}}(t)}{\mathrm {d} t^{2}}}={\ddot {\vec {s}}}(t)\end{aligned}}} | {\displaystyle {\begin{aligned}{\vec {a}}&={\frac {\mathrm {d} {\vec {v}}(t)}{\mathrm {d} t}}={\dot {\vec {v}}}(t)\\&={\frac {\mathrm {d} ^{2}{\vec {s}}(t)}{\mathrm {d} t^{2}}}={\ddot {\vec {s}}}(t)\end{aligned}}} |
| {\displaystyle s(t),{\vec {s}}(t)}   | Position zum Zeitpunkt {\displaystyle t}                       | Position zum Zeitpunkt {\displaystyle t}                       | {\displaystyle \left[{\text{m}}\right]}                         | | |
| {\displaystyle s_{0},{\vec {s}}_{0}} | Anfangsposition (Anfangsweg) zum Zeitpunkt {\displaystyle t=0} | Anfangsposition (Anfangsweg) zum Zeitpunkt {\displaystyle t=0} | {\displaystyle \left[{\text{m}}\right]}                         | {\displaystyle {\vec {s}}_{0}={\vec {s}}(t=0)} | {\displaystyle {\vec {s}}_{0}={\vec {s}}(t=0)} |
| {\displaystyle t}                    | Zeit                                                           | Zeit                                                           | {\displaystyle \left[{\text{s}}\right]}                         | | |
| {\displaystyle v(t),{\vec {v}}(t)}   | Geschwindigkeit zum Zeitpunkt {\displaystyle t}                | Geschwindigkeit zum Zeitpunkt {\displaystyle t}                | {\displaystyle \left[{\frac {\text{m}}{\text{s}}}\right]}       | {\displaystyle {\vec {v}}(t)={\frac {\mathrm {d} {\vec {s}}(t)}{\mathrm {d} t}}={\dot {\vec {s}}}(t)} | {\displaystyle {\vec {v}}(t)={\frac {\mathrm {d} {\vec {s}}(t)}{\mathrm {d} t}}={\dot {\vec {s}}}(t)} |
| {\displaystyle v_{0},{\vec {v}}_{0}} | Anfangsgeschwindigkeit zum Zeitpunkt {\displaystyle t=0}       | Anfangsgeschwindigkeit zum Zeitpunkt {\displaystyle t=0}       | {\displaystyle \left[{\frac {\text{m}}{\text{s}}}\right]}       | {\displaystyle {\vec {v}}_{0}={\vec {v}}(t=0)} | {\displaystyle {\vec {v}}_{0}={\vec {v}}(t=0)} |

## Herleitung
Aus {\displaystyle {\dot {\vec {v}}}={\vec {a}}}
erhält man bei konstanter Beschleunigung durch Integration eine linear von der Zeit abhängige Geschwindigkeit:
{\displaystyle {\vec {v}}={\vec {a}}t+{\vec {v}}_{0}},
wobei {\displaystyle {\vec {v}}_{0}} die Integrationskonstante ist, welche die Anfangsgeschwindigkeit beinhaltet.
Die Geschwindigkeit entspricht der ersten Ableitung der Position nach der Zeit:
{\displaystyle {\dot {\vec {s}}}={\vec {v}}={\vec {a}}t+{\vec {v}}_{0}.}
Durch anschließende Integration erhält man das Weg-Zeit-Gesetz:
{\displaystyle {\vec {s}}(t)={\frac {\vec {a}}{2}}t^{2}+{\vec {v}}_{0}t+{\vec {s}}_{0}{\text{,}}}
wobei {\displaystyle {\vec {s}}_{0}} die Anfangsposition ist.
Die Gleichungen für die Geschwindigkeit sowie die Position lauten somit:
| | \| {\displaystyle {\begin{aligned}&{\vec {v}}(t)={\vec {a}}t+{\vec {v}}_{0}\\&{\vec {s}}(t)={\frac {\vec {a}}{2}}t^{2}+{\vec {v}}_{0}t+{\vec {s}}_{0}\end{aligned}}} \| |
| {\displaystyle {\begin{aligned}&{\vec {v}}(t)={\vec {a}}t+{\vec {v}}_{0}\\&{\vec {s}}(t)={\frac {\vec {a}}{2}}t^{2}+{\vec {v}}_{0}t+{\vec {s}}_{0}\end{aligned}}} | |